# Ćamil Sijarić
Ćamil Sijarić (Šipovice, 18. prosinca 1913. – Sarajevo, 6. prosinca 1989.), bosanskohercegovački i crnogorski književnik bošnjačkog podrijetla, redovni član Akademije znanosti i umjetnosti Bosne i Hercegovine (ANUBiH) i Crnogorske akademije znanosti i umjetnosti (CANU).

## Životopis
Ćamil Sijarić je rođen 18. prosinca 1913. godine u selu Šipovice, kod Bijelog Polja. Bio je najstarije dijete u zemljoradničkoj obitelji Šabana i Elmaze Sijarić. Izgubio je roditelje još dok je bio dijete, a brigu o njemu i mlađem bratu Šabanu preuzeo je stric Ilijaz. Osnovnu školu je završio u Godijevu kod Bijelog Polja, a potom od 1927. do 1935. godine pohađao Veliku medresu kralja Aleksandra u Skoplju iz koje je istjeran zbog političkih aktivnosti. Školovanje je nastavio u Vranju i u tamošnjoj gimnaziji maturirao 1936. godine, nakon čega je prešao na studije prava u Beogradu. Diplomirao je 1940. godine. Kao student objavljivao je poeziju u časopisima "Mlada kultura" i "Nova žena". Surađivao u "Zori", "Brazdi", "Letopisu Matice srpske", "Stvaranju", "Savremeniku", "Životu"...  Za za vrijeme Drugog svjetskog rata službovao je u Sarajevu, Mostaru, Bosanskoj Gradiški i Banjoj Luci. Za sekretara Suda narodne časti u Banjoj Luci izabran je 1945. godine, potom je bio novinar lista "Glas" i dramaturg Narodnog kazališta u Banjoj Luci. U Sarajevo je prešao 1947. godine te radio u redakciji lista "Pregled". Nakon toga je bio u glavnom odboru Narodnog fronta i redakciji "Zadrugara". U literarnu sekciju Radio Sarajeva je prešao 1951. godine i tu je ostao sve do umirovljenja 1983. godine.
U književnom stvaralaštvu bio je poznat po romanima u kojima je pisao o ljudima iz svoje regije. Na najbolji i najefikasniji način odslikao je život sandžačkih Bošnjaka, njihovu tradiciju, kulturu i običaje, govorni jezik područja Bihora, Peštera, Novog Pazara, cijelog Sandžaka. Među takvim djelima je i njegovo najpoznatije, roman Bihorci, nazvan upravo po stanovnicima te regije. Ćamil Sijarić spada u red najznačajnijih bošnjačkih pisaca. Pisac Zuvdija Hodžić je za njega rekao da je imao nevjerojatan dar usmenog kazivanja i da bi svaku svoju pripovijetku prvo ispričao, a tek onda zapisao. Djela su mu prevedena na albanski,  bugarski, estonski, engleski, francuski, njemački, mađarski, turski, poljski i ruski jezik.
U Sarajevu je stradao u prometnoj nesreći 6. prosinca 1989. godine. 

## Nagrade
- Andrićeva nagrada (1980)
- Nagrada Društva pisaca Bosne i Hercegovine (1962)
- Jugoslavenska nagrada za roman (1983)

## Djela
Kratka Proza
- Ram bulja (1953)
- Naša snaha i mi momci (1962)
- Sablja (1969)
- Na putu putnici (1969)
- Kad djevojka spava, to je kao da mirišu jabuke (1973)
- Francuski pamuk (1980)
- Rimski prsten (1985)

Romani
- Bihorci (Sarajevo, 1956)
- Kuću kućom čine lastavice (1962)
- Mojkovačka bitka (1968)
- Konak (1971)
- Carska vojska (1976)
- Raška zemlja Rascija (1979)
- Miris lišća orahova (1991)

Putopisi
- Zapis o gradovima (1970)
- Herceg-Bosno i tvoji gradovi (1986)

Poezija
- Lirika (1988)
- Koliba na nebu (1990)

## Vanjske povezive
- Ćamil Sijarić, jergovic.com